# Steffen Kragh
Steffen Kragh (født 6. april 1964 i Sakskøbing) er en dansk erhvervsmand, der siden 2001 har været koncerndirektør for mediekoncernen Egmont.

## Liv og karriere
Steffen Kragh er født i 1964 i Sakskøbing. Faren var selvstændig forretningsdrivende i Nykøbing. Steffen gik i Rørbæk Skole og blev student fra Maribo Gymnasium i 1983. Han læste videre på Handelshøjskolen i København, hvorfra han blev cand.merc. i 1988. I 1996 tog han en Master of business administration (MBA) i New York.
Han fik job som finansanalytiker og arbejdede i finanssektoren 1986-1993, før han i 1993 blev ansat i mediekoncernen Egmont. I 2001, blot 37 år gammel, blev han adm. direktør for koncernen.

### Andre poster
Kragh har tidligere været formand for Lundbeckfonden og Nykredit. Han er næstformand i Tryg.

## Privatliv
Steffen Kragh er gift med Helle Kragh. De har to voksne døtre.